# Мосс, Джерри
Джерри Мосс (англ. Jerry Moss; 8 мая 1935, Бронкс — 16 августа 2023, Бель-Эйр) — американский бизнесмен, видный деятель музыкальной индустрии. Наиболее известен как сооснователь лейбла звукозаписи A&M Records (вместе с трубачом и бендлидером Хербом Альпертом).

## Премии и признание
В 2006 году заслуги Херба Альперта и Джерри Мосса перед музыкальной индустрией были высоко отмечены — они были вместе приняты в Зал славы рок-н-ролла в категории «Жизненные достижения» (теперь это Премия Ахмета Эртегюна. (С 2008 года категории «Неисполнители» и «Жизненные дрстижения» стали «Премией Ахмета Эртегюна» — в честь музыкального продюсера и бизнесмена, одного из основателей Зала славы рок-н-ролла.)

## Личная жизнь и смерть
Джерри Мосс женился на Тине (Морс) Мосс в 2019 году после свиданий с 2016 года. Они жили в Бель-Эйр, Калифорния, и Мауи, Гавайи.
Умер 16 августа 2023 года в своём доме в Бель-Эйр, штат Калифорния, в возрасте 88 лет.